# 奧爾迪夫卡
49°42′26″N 35°56′42″E / 49.70722°N 35.94500°E
奧爾迪夫卡（烏克蘭語：Ордівка）是位於烏克蘭東部的村莊，由哈爾科夫州哈爾科夫區的新沃多拉哈市鎮負責管轄。該村面積0.28平方公里，海拔高度139米，2001年人口113，人口密度每平方公里403.6人。